# Candy (NCT DREAMのアルバム)
『Candy』（キャンディ）は、2022年12月16日にDreamusから発売された韓国のアイドルグループNCT DREAMのウィンター・ミニ・アルバム。

## 概要
- NCT DREAM初のウィンターアルバム。
- タイトル曲「Candy」は1996年にリリースされたH.O.T.の大ヒット曲「Candy」のリメイク作品である[8]。
- タイトル曲「Candy」を含む「冬」をイメージした6曲が収録されている[8]。
- 先行注文数がスペシャルアルバムとしては異例の200万4,000枚を記録した[9]。
- 2022年12月16日に各種音楽サイトで全収録曲の音源が公開され、12月19日にアルバムが発売された。
- 韓国・ハントチャート集計で、初動売上159万1,021枚を記録し、SMエンタテインメント所属アーティストの中で最高記録を達成した[10]。

## プロモーション
- 12月2日、団体ティーザーイメージが公開された。ティーザーではカラフルなファー素材の衣装や手袋、帽子などがH.O.T.「Candy」の舞台衣装を連想させると話題となった[11]。
- 12月4日から10日まで、個人ティーザーイメージが公開された。
- 12月16日、タイトル曲「Candy」のミュージックビデオが公開された[12]。
- 12月21日、慶熙大学校平和の殿堂にて「NCT DREAM WINTER SPECIAL EVENT 『Candy』」を開催した[13]。
- 12月22日、タイトル曲「Candy」のパフォーマンスバージョンのミュージックビデオが公開された[14]。

## チャート成績
韓国サークルチャート週間アルバムランキングで1位を記録した。
iTunes総合アルバムチャートで日本、オーストラリア、デンマーク、インド、チリ、インドネシア、ロシア、マレーシア、トルコ、タイ、ベトナム、カンボジア、フィリピン、スリランカ、カザフスタン、ベラルーシなど世界16の国と地域で1位を獲得した。
2022年のMelOnTOP100チャートでBIGBANGとBTS（防弾少年団）に続く男性グループ史上3組目の1位を達成し、24HitsチャートでもTOP10にランクインした。

## 収録曲
1. Candy [3:37]
  - 作詞 ：장용진
  - 作曲 ：장용진
  - 編曲 ：KENZIE（英語版）

KB国民銀行のコマーシャルソング[8]。
H.O.T.のファーストアルバム『We Hate all Kinds of violence...』より「Candy」をリメイク。
2. Graduation [3:57]
  - 作詞 ：KENZIE
  - 作曲 ：KENZIE、Benjamin 55、JUNNY (주니)、Zayson
  - 編曲 ：KENZIE、Benjamin 55

シンプルなピアノの旋律とボーカルが、ストリングサウンドと調和しているR＆Bのポップナンバー[17]。
3. Tangerine Love (Favorite)  [2:59]
  - 作詞 ：최서율 (JamFactory)
  - 作曲 ：Jonathan Bach、Landon Warren Sears、David Wilson、Patrick Lok、MZMC
  - 編曲 ：dwilly、Pat Lok、MZMC

ファンキーでアナログな雰囲気のコード進行とドラムサウンドが印象的なレトロなシンセポップナンバー[18]。
愛する人を思う気持ちを「タンジェリン」と表現したユニークな歌詞が魅力的な楽曲[18]。
4. 입김（白い息） (Take My Breath) [3:01]
  - 作詞 ：황유빈、마크 (MARK)
  - 作曲 ：Willie Weeks、Justin Starling、Ryan Curtis
  - 編曲 ：Willie Weeks

サビの軽やかなギターサウンドと素直な歌詞が魅力的なミディアムポップ曲[18]。
マークがラップメイキングに参加した歌詞には「寒い冬に吐く白い息のように隠せない思いを内気に告白するイメージ」が込められている[18]。
5. 문（ムーン） (Moon) [4:13]
  - 作詞 ：밍지션 (minGtion)、Dvwn
  - 作曲 ：밍지션 (minGtion)、Dvwn
  - 編曲 ：밍지션 (minGtion)

ピアノの旋律が引き立つバラードナンバー[19]。
歌詞では愛する相手への気持ちを「Door」と「Moon」に喩えて表現し、白い雪が降る冬の日に相手に告白するシーンを描いている[19]。
6. 발자국（足跡） (Walk With You) [3:35]
  - 作詞 ：김채아 (153/Joombas)
  - 作曲 ：Adrian Mckinnon、탁 (TAK)、원택 (1Take)
  - 編曲 ：탁 (TAK)

グルーヴィーなリズムと多彩なコード進行が印象的なポップダンスナンバー[20]。
1stミニアルバム『We Young』の収録曲「Walk you home」の続編[20]。